# Kanton La Suze-sur-Sarthe
Kanton La Suze-sur-Sarthe (fr. Canton de La Suze-sur-Sarthe) je francouzský kanton v departementu Sarthe v regionu Pays de la Loire. Tvoří ho 12 obcí.

## Obce kantonu
- Chemiré-le-Gaudin
- Étival-lès-le-Mans
- Fercé-sur-Sarthe
- Fillé
- Guécélard
- La Suze-sur-Sarthe
- Louplande
- Parigné-le-Pôlin
- Roézé-sur-Sarthe
- Souligné-Flacé
- Spay
- Voivres-lès-le-Mans